# Font de Nina
La Font de Nina és una font de l'antic terme d'Orcau, actualment pertanyent al municipi d'Isona i Conca Dellà. Les seves aigües alimenten la Llau dels Juncs, afluent per la dreta del Riu d'Abella en el seu tram final, prop del Molí de Suterranya.
Està situada a 494 m d'altitud, a llevant de la Cabana del Moliner, prop d'on la Llau dels Juncs s'uneix a la Llau Gran, que és la formada per la confluència de diversos torrents i barrancs d'Orcau.